# The Fixer
The Fixer és una pel·lícula estatunidenca dirigida per John Frankenheimer el 1968 que s'inspira en la novel·la del mateix nom escrita per Bernard Malamud.

## Argument
El personatge principal és Yakov Bok, un artesà jueu que va viure en l'Imperi rus al començament del segle xx. Bok és injustament empresonat de resultes d'una acusació fal·laciosa deguda a l'antisemitisme regnant. La novel·la i la pel·lícula s'inspiren en l'Assumpte Beilis: el 1913, Menahem Mendel Beilis va ser acusat equivocadament d'haver assassinat un jove noi ucraïnès, de nom Andrei Yushchinsky, per causa d'un pretès crim ritual.

## Repartiment
- Sir Alan Bates: Yakov Bok
- Dirk Bogarde: Bibikov
- Ian Holm: Grubeshov
- Hugh Griffith: Lebedev
- Georgia Brown: Marfa Golov
- Elizabeth Hartman: Zinaida
- David Opatoshu: Latke
- David Warner: Comte Odoevsky
- Michael Goodliffe: Ostrovsky
- David Lodge: Zhitnyak
- Carol White: Raist
- George Murcell: Xèrif Warden
- Murray Melvin: El sacerdot

## Premis i nominacions

### Nominacions
- 1969: Oscar al millor actor per Alan Bates
- 1969: Globus d'Or a la millor pel·lícula dramàtica
- 1969: Globus d'Or al millor actor dramàtic per Alan Bates
- 1969: Globus d'Or al millor actor secundari per Hugh Griffith
- 1969: Globus d'Or al millor guió per Dalton Trumbo